# Heliophanus maralal
Heliophanus maralal este o specie de păianjeni din genul Heliophanus, familia Salticidae, descrisă de Wesolowska în anul 2003. Conform Catalogue of Life specia Heliophanus maralal nu are subspecii cunoscute.